# Lincoln Continental (2016)
Lincoln Continental – samochód osobowy klasy luksusowej produkowany pod amerykańską marką Lincoln w latach 2016 – 2020.

## Historia i opis modelu

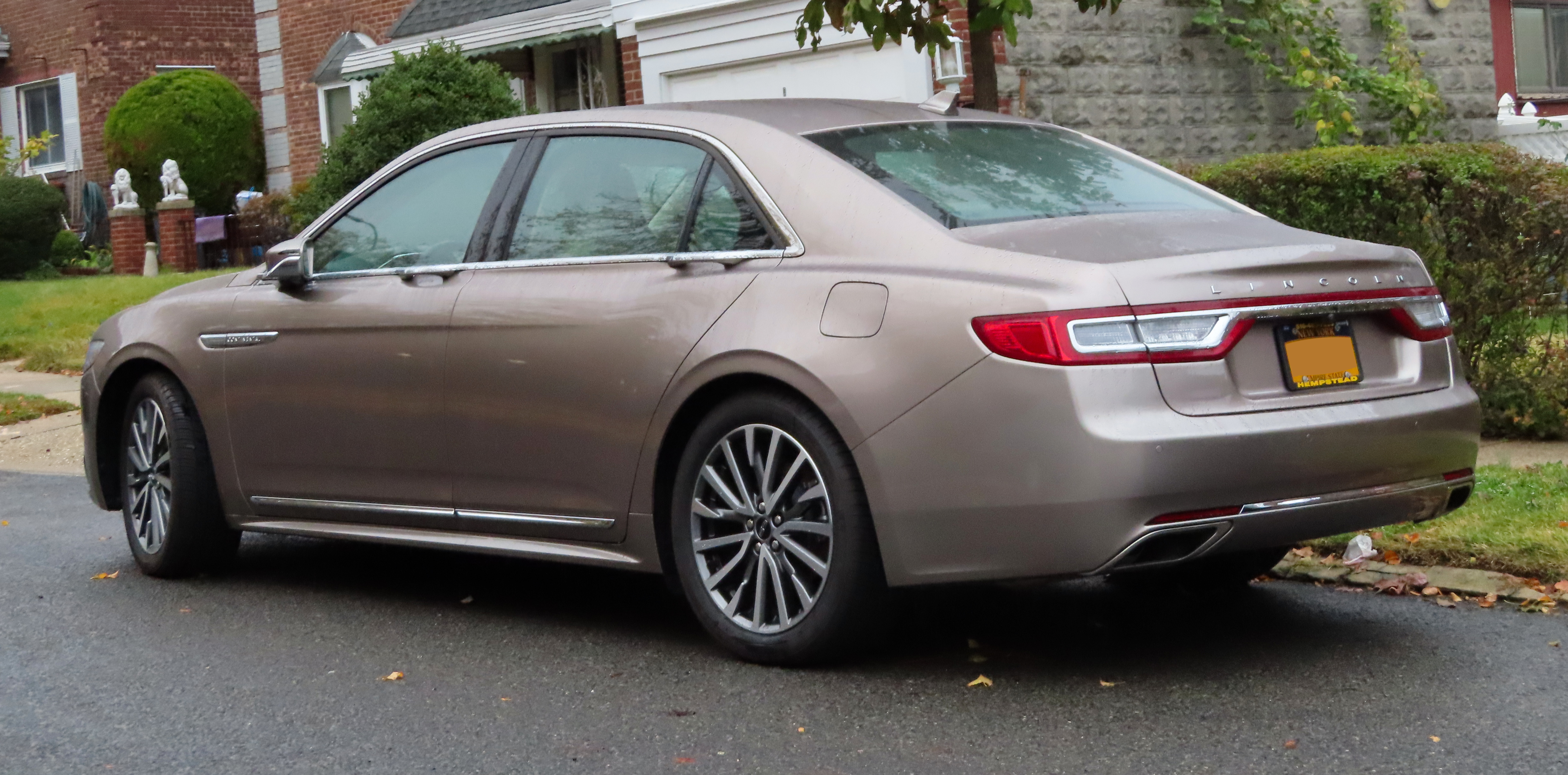
Lincoln Continental - tył

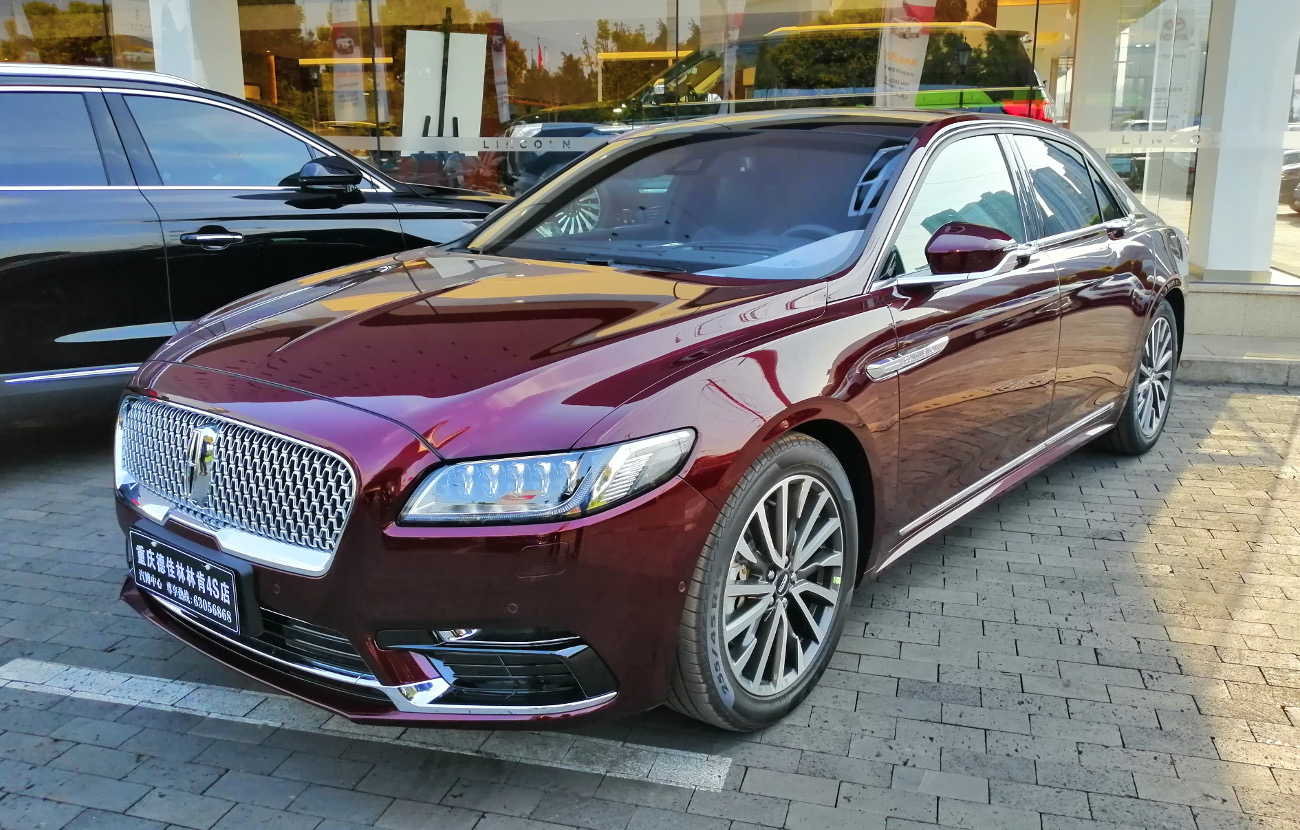
chiński Lincoln Continental

14 lat po wycofaniu ze sprzedaży serii modelowej Continental, która w latach 1939-2002 obejmowała różne sztandarowe sedany i coupe marki, Lincoln zdecydował się powrócić do używania tej nazwy dla nowej, zbudowanej od podstaw luksusowej limuzyny. Premierę samochodu poprzedził debiut studium Continental Concept, którego premiera odbyła się w kwietniu 2015 roku.
Seryjny Lincoln Continental zadebiutował w styczniu 2016 roku. Samochód utrzymano w nowym kierunku stylistycznym, który wyróżnia się charakterystycznym kształtem reflektorów i dużą, chromowaną atrapą chłodnicy ze wcięciem w środku. Innym, charakterystycznym detalem są też wysoko osadzone klamki zamontowane tuż przy krawędzi szyb. Sprzedaż Continentala na rynku Ameryki Północnej i Chin ruszyła w kwietniu 2016 roku.

### Continental Suicide Doors
W grudniu 2018 roku Lincoln przedstawił limitowaną edycję Continental Suicide Doors. Od podstawowego modelu odróżniała się przedłużonym rozstawem osi i tylnymi drzwiami otwieranymi w przeciwnym kierunku, z ang. suicide doors.

### Brak następcy
W marcu 2018 roku, zaledwie 2 lata po rozpoczęciu produkcji i sprzedaży Continentala, producent ogłosił, że samochód nie otrzyma następcy po zakończeniu produkcji bieżącego wcielenia. Decyzja ta motywowana jest niską popularnością modelu. W lipcu 2020 roku producent potwierdził oficjalnie, że ostatni egzemplarz Continentala zostanie wyprodukowany z końcem tego roku.

### Silniki
- V6 2.7l EcoBoost
- V6 3.0l EcoBoost
- V6 3.7l Cyclone